# Куплю друга (фільм, 2008)
Куплю друга — український художній фільм режисера Олександра Ітигілова, опублікований до перегляду у 2008 році.

## Сюжет
Голова сімейства Сичових, Кім Булатович, сколотив статки на золотих копальнях Сибіру, повернувся до сім'ї, до міста. Однак, як виявляється, його присутність сильно заважає невістці, яка за спиною свого чоловіка, сина Кіма, створює підроблений заповіт.
Кім дає оголошення про купівлю друга. Так до нього в будинок приходить безробітний Василь, який зважився на цей вчинок напередодні дня народження сина. Син живе з матір'ю в новій сім'ї, з успішним вітчимом, при цьому продовжує щиро любить свого батька Василя. Василь дає обіцянку сину: подарувати йому цуценя сенбернара, а сам не знає чим заплатити за квартиру. А тут — оголошення. Кім визнав у Василеві потрібного йому людини, який між іншим міг би сподобатися і його онучці.
Ситуація розгортається стрімко. Невістка Лілія викрита прямо в кабінеті нотаріуса, Вася з Танею визначилися зі своїми почуттями, а сам Кім в супроводі чарівної циганки їде до Сибіру, де серед морозів йому набагато комфортніше, ніж серед людей.

## У ролях[1]
- Богдан Ступка — Кім Булатович Сичов
- Ольга Сумська — Ліля (дружина Артема)
- Остап Ступка — Артем (син Кіма)
- Олексій Зубков — Вася
- Ксенія Князева — Таня (онучка Кіма)
- Ольга Матешко — циганка Рая
- Дмитро Суржиков — секретар
- Олександр Безсмертний — лікар
- Олена Софієнко
- Тетяна Кіндратюк
- Олександр Ганелін — таксист

## Знімальна група[1]
- Автори сценарію: Микола Рибалка, Володимир Жовнорук
- Режисер-постановник: Олександр Ітигілов
- Оператор-постановник: Сергій Борденюк
- Художник-постановник: Василь Зайчук
- Композитор: Ігор Крикунов
- Продюсер: Микола Шевченко

## Визнання і нагороди
- 2009 — Перший Київський Міжнародний кінофестиваль (КМКФ) (Київ, Україна) — учасник фестивалю [2]
- 2010 — XIII Бердянський міжнародний кінофестиваль (Бердянськ, Україна) — учасник програми «Особлива подія»[3]
- 2011 — Міжнародний кінофестиваль «Золота пектораль» (Трускавець, Україна) — перемога в номінації «Найкраща чоловіча роль» (Богдан Ступка)[4][5]

## Факти
- Зйомки фільму проходили в Києві та Київській області[6]
- У фільмі ролі батька і сина Сичових грають батько та син Ступки: Богдан і Остап[7]
- Акторський дует Богдана Ступки і Ольги Сумської по «фатальним збігом» (за словами Сумської), сходиться в фільмах, де у акторки — негативне амплуа. Попередній кінодосвід був на зйомках фільму «Пастка» (1993 рік, режисер Олег Бійма), де героїня Ольга підступна й аморальна:

|                                                                           | Я устала поражаться, насколько мир тесен в плане образов! |
| — зазначила Ольга Сумская в інтерв'ю газеті «Сегодня», 8 серпня 2008 року |                                                           |

- У фільмі звучать циганські пісні «Біля річки», «Бричка», «Венгерочка»[7]